# Правая Пыя
Правая Пыя (устар. Правая) — река в России, протекает по Мезенскому району Архангельской области. Длина реки составляет 17 км.
Начинается из небольшого болотного озерца, лежащего на высоте 69,5 метра над уровнем моря. От истока течёт в юго-западном направлении по заболоченному лесу. В низовьях сворачивает на северо-запад, течёт среди глубоких болот. Устье реки находится в 18 км по левому берегу реки Полуночная Пыя. Ширина реки в низовьях — 8 метров, глубина — 2 метра.
Имеет два относительно крупных левых безымянных притока.

## Данные водного реестра
По данным государственного водного реестра России относится к Двинско-Печорскому бассейновому округу, водохозяйственный участок реки — Мезень от водомерного поста деревни Малонисогорская и до устья. Речной бассейн реки — Мезень.
Код объекта в государственном водном реестре — 03030000212103000050787.